# Giulia Ciabattoni
Giulia Ciabattoni (Firenze, 2 gennaio 1991) è un'ex pallavolista italiana.
Giocava nel ruolo di Libero.

## Carriera
Giulia Ciabattoni inizia a giocare all'età di 8 anni e insegue il suo sogno fin dall'inizio. Nel 2009 viene presa nella formazione di serie C della Pallavolo Signa. Un anno dopo per la stagione 2010-11 viene ingaggiata dalla Universal Modena, squadra che aveva appena raggiunto la serie A1 ed era allenata da Augusto Sazzi e poi dal febbraio 2011 da Giuseppe Cuccarini, che riesce ad arrivare ai play-off fermandosi agli ottavi e dove Ciabattoni ha disputato la serie A1 con il ruolo di secondo libero. Ha frequentato il corso di laurea in Economia e Marketing Internazionale all'Università di Modena e Reggio Emilia. Nel 2012 si è ufficialmente ritirata dalla pallavolo per proseguire i suoi studi universitari e lavorare nel ramo economico.